# Colin Campbell (generale)
Colin Campbell, I barone Clyde, insignito dell'Ordine del Bagno e dell'Ordine della Stella d'India (Glasgow, 20 ottobre 1792 – Chatham, 14 agosto 1863), è stato un generale britannico originario della Scozia che guidò la brigata Highland nella guerra di Crimea, e fu comandante della ‘Sottile linea rossa’ nella battaglia di Balaklava.
In seguito comandò l'esercito di liberazione durante i moti indiani del 1857.

## Gioventù
Nacque col nome di Colin Macliver, primo dei quattro figli di John Macliver, un falegname di Glasgow, Scozia, e di sua moglie Agnes Campbell. Fu istruito presso la High School of Glasgow, ma all'età di dieci anni il fratello della madre, il colonnello John Campbell, lo iscrisse all'accademia militare della Royal Navy e Military, a Gosport. A quindici anni lo zio lo presentò al duca di York. Il duca lo arruolò col cognome Campbell, che poi adottò per il resto della vita.

## Carriera militare
L'anno seguente, a sedici anni, ottenne il grado di porta insegna nel 9º Reggimento di fanteria grazie alla raccomandazione dello zio. La sua prima occasione di servizio attivo giunse poco dopo. Durante le guerre napoleoniche combatté con Wellington la battaglia di Vimeiro. In seguito si ritirò con il resto dell'armata di Sir John Moore a La Coruña, dove partecipò alla battaglia di La Coruña. Combatté nella guerra d'indipendenza spagnola, e fu ferito gravemente mentre guidava un gruppo d'assalto nell'assedio di San Sebastián. Fu ferito di nuovo durante la battaglia del Bidassoa e fu obbligato a tornare nel Regno Unito, dove il suo valore fu premiato con una promozione.

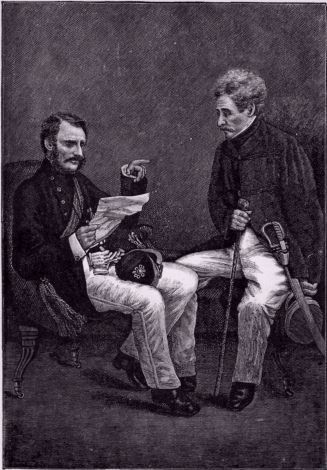
Colin Campbell (a destra) con William Mansfield, I barone di Sandhurst

### Comandi
Campbell servì in Nuova Scozia con il 7º Battaglione del 60º Reggimento nella guerra anglo-americana. Dopo la pace del 1815 si dedicò allo studio delle scienze militari. Nel 1823 represse la ribellione degli schiavi di Demerara, e due anni dopo divenne maggiore. Nel 1832 divenne tenente colonnello del 98º Reggimento e partecipò nel 1842 alla prima guerra dell'oppio. In seguito Campbell operò nell'India britannica nella seconda guerra anglo-sikh del 1848-1849, sotto la guida di Sir Hugh Gough. Fu ferito nella battaglia di Chillianwala. Nella decisiva vittoria di Gujrat, le sue capacità ed il suo valore contribuirono al successo delle forze britanniche; la sua "freddezza e precisione militare" furono lodate in dispacci militari ufficiali. Fu nominato Cavaliere Commendatore dell'Ordine del Bagno nel 1849, e gli fu fatta menzione speciale nel ringraziamento del Parlamento.

### Guerra di Crimea
Dopo il servizio in India, Campbell tornò a casa nel 1853. L'anno seguente scoppiò la guerra di Crimea, ed egli accettò il comando della Brigata "Highland" che fece parte della divisione del duca di Cambridge.  La brigata ed il suo capo si distinsero nella battaglia dell'Alma, e con la sua "sottile linea rossa di Highlanders" respinse l'attacco russo di Balaklava. Alla fine della guerra Sir Colin fu promosso a Cavaliere di Gran Croce dell'Ordine del Bagno, e gli fu conferita una laurea honoris causa in diritto civile dall'università di Oxford.

### Comandante in capo in India

Interno del Secundra Bagh dopo lo sterminio di 2000 ribelli da parte del 93º Reggimento "Highlanders" e del 4º Reggimento "Punjab". Primo attacco di Sir Colin Campbell nel novembre 1857, Lucknow.

La sua abilità militare fu riconosciuta solo in seguito, anche se il suo valore era noto già da prima. Nel 1857 quello che iniziò come una ribellione di soldati sepoy in India divenne un'insurrezione generale nella parte settentrionale dell'India controllata dalla Compagnia britannica delle Indie orientali. I successi iniziali della ribellione portarono Lord Palmerston a proporsi per il comando delle forze britanniche l'11 luglio 1857. Quando gli fu chiesto quando sarebbe stato pronto a partire, Campbell rispose, "In 24 ore". Lasciò l'Inghilterra la sera successiva, e raggiunse Calcutta il 13 agosto. Dopo aver passato due mesi nella capitale per organizzare le forze, partì per il fronte il 27 ottobre, ed il 17 novembre liberò Lucknow per la seconda volta. Campbell, comunque, fu costretto ad abbandonare Lucknow lasciandola ai ribelli, per poi riconquistarla nel marzo 1858. Continuò a comandare le operazioni ad Oudh finché i rivoltosi furono tutti morti. Per questo motivo gli fu assegnato nel 1858 il titolo di barone Clyde, di Clydesdale in Scozia. Dopo aver fatto ritorno nel Regno Unito l'anno seguente, ricevette i ringraziamenti di entrambe le camere del parlamento ed una pensione di 2000 £ l'anno. Fu promosso maresciallo di campo nel 1862.

## Retaggio
Campbell era considerato un militare coraggioso ed un capo attento e prudente. I soldati che guidò gli erano molto attaccati, ed ottenne da loro molto rispetto. Chi ne criticava la troppa prudenza lo chiamava 'Sir Crawling Camel' (cammello strisciante) e 'Old Slowcoach' (vecchia lumaca).
Lord Clyde non si sposò mai, la sua baronia cessò di esistere nel momento in cui morì, a 70 anni, nell'agosto 1863. Fu sepolto all'interno dell'abbazia di Westminster. Nella sua città natale fu eretta una statua a sua memoria, e dal sindaco ricevette la Spada d'Onore, una delle molte che ricevette da numerose città britanniche. Un'altra statua dedicata a lui, creata da Carlo Marochetti, fu eretta in Waterloo Place, a Londra, nel 1867. La città di Clyde (Nuova Zelanda) prese da lui il nome nel 1865, mentre la città di Campbellpore (Campbellpur), ora Attock nell'odierno Pakistan, lo fece nel 1908.